# Shochet
En shochet är en from person utbildad i skäktning, den judiska metoden att slakta djur i enlighet med matlagarna kashrut. För titeln krävs träning och en speciell licens, som erhålls från rabbiner efter avlagt teoretiskt prov och minst tre genomförda slakter under överseende av experter.
Shocheten skall besitta de rätta kunskaperna om hur man skäktar i enlighet med de religiösa föreskrifterna i judendomen. För detta krävs dels kunskap om djurets anatomi i teori och praktik, dels kännedom om lagarna om vilka djur som är kosher och hur matlagarna kashrut ska tillämpas i praktiken. 
Shochetens viktigaste redskap är kniven, chalaf,  med vilket djurets matstrupe och pulsådror skall skäras av i ett obrutet drag. Kniven måste vara rakbladsvass och helt felfri, samt undersökas och slipas innan och efter varje djur som slaktas.